# Marca de água digital

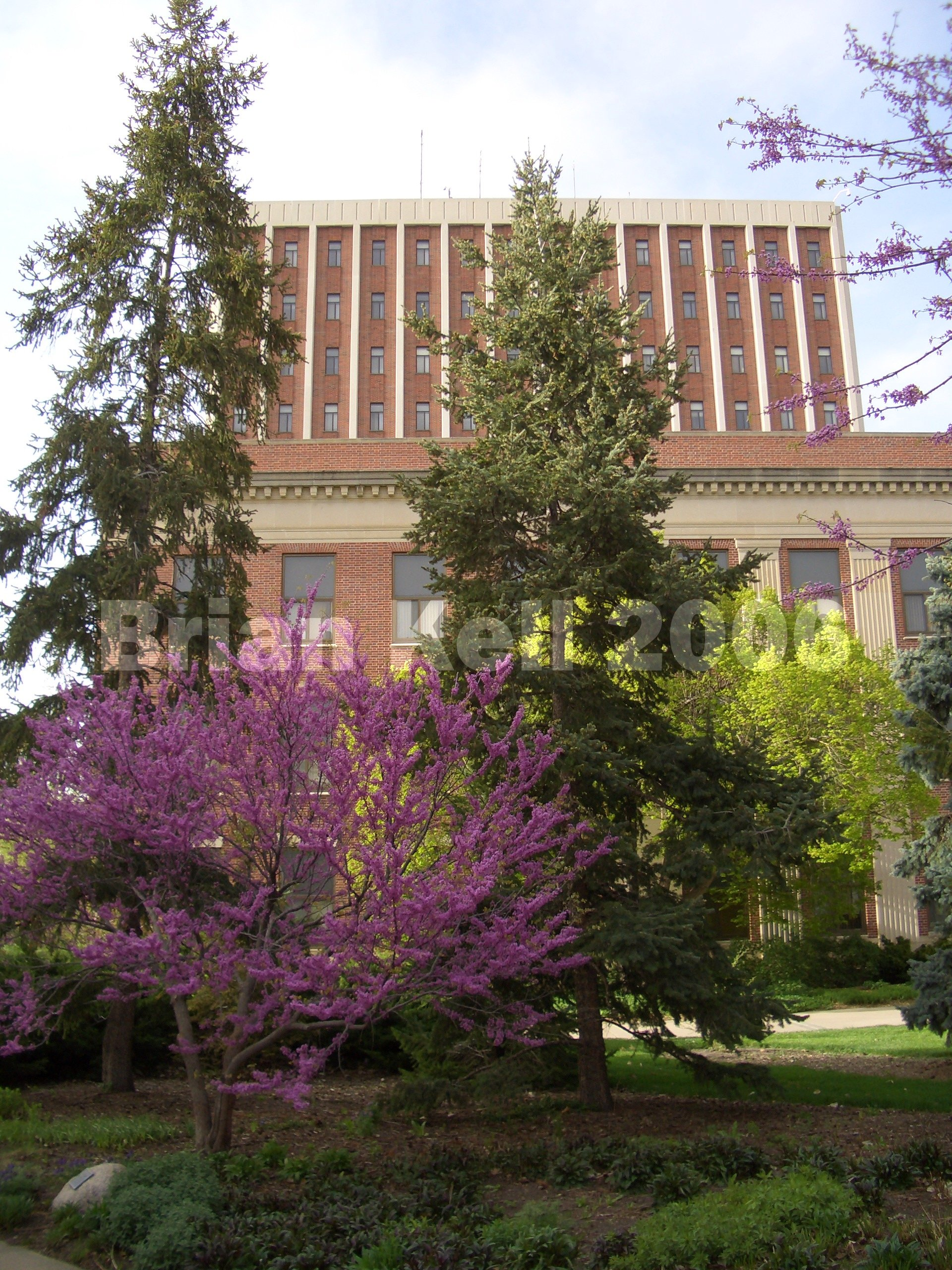
Observação de uma imagem com a etiqueta "2006", de maneira degradada e visível na parte central.

O watermarking ou marca de água digital é uma técnica esteganográfica de ocultação de informação. Seu objectivo principal é pôr de manifesto o uso ilícito de verdadeiro serviço digital por parte de um utente não autorizado. 
Concretamente, esta técnica consiste em inserir uma mensagem (oculto ou não) no interior de um objeto digital (imagens, áudio, vídeo, texto, software), um grupo de bits que contém informação sobre o autor ou proprietário intelectual do objeto digital tratado (copyright).
Outra técnica relacionada com esta é o fingerprinting ou impressão digital, onde se introduz no objeto digital uma marca que além de conter informação sobre o copyright, contém informação do utente que tem adquirido os direitos de uso desse objeto. Desta forma pode-se perseguir a distribuição ilegal de serviços digitais.

## Características
Uma técnica de watermarking deve cumprir os seguintes requisitos:
- ser imperceptível: invisível/visível ao observador;
- não deve degradar o objeto que pretende proteger;
- deve ser robusta: a eliminação ou redução da marca não deve ser difícil ou idealmente possível sem degradar a qualidade do objeto digital; assim mesmo, deve suportar processos habituais de transformação (compressão, filtrado, conversão de formato, distorção geométrica, etc., e
- não deve ser ambígua: a marca deve identificar inequivocamente ao proprietário intelectual, de tal forma que este possa reclamar seu pertence.

Pese a estas premissas, também existem marcas de água que são perceptíveis e que degradam o objeto, como por exemplo as marcas de água superpostas a imagens que indicam a propriedade das mesmas.

## Geração e detecção
O diagrama de geração de um objeto marcado será o seguinte:
Assim mesmo, o processo inverso, para saber se um objeto está marcado ou não, e por tanto obter a informação alojada em dita marca, será:

## Tipos
Para a extracção da informação contida na marca (M) ou para conhecer se um objeto está marcado ou não com uma informação concreta, se precisam certos dados. Em função destes e do que se deseja obter, há diferentes tipos de marca de água digital:
- Privada: precisa-se ter o objeto original (I)
  - Tipo I:{\displaystyle }
  - Tipo II:{\displaystyle }

- Semiprivada: precisa-se ter a marca (M)

- Pública: não precisa nem do objeto original (I) nem a marca (M)

- Visível: nestes casos, a marca de água digital é visível e deteriora o objeto digital, mediante a chave (K) podemos obter a o objeto original sem perdas devido à marca.

## Técnicas
Conhecem-se dois grandes tipos de técnicas de marca de água digital:
- Técnicas espaciais: implicam a modificação de algum componente no domínio espacial, são fáceis de implementar e são frágeis em frente a ataques (exemplo: substituição de bits de menor peso).
- Técnicas espectrais: implicam a modificação de algum componente no domínio transformado sonoro, são complicadas de implementar e robustas em frente a modificações. (exemplos: modificação dos coeficientes DCT, enchimento de espectro, etc..).

### Exemplos
Alguns exemplos de inserção de marcas em objetos concretos são os seguintes. (No caso de imagens e áudio, a inserção de ditas marcas não têm por que influir em sua representação visual ou auditiva.)

Imagens

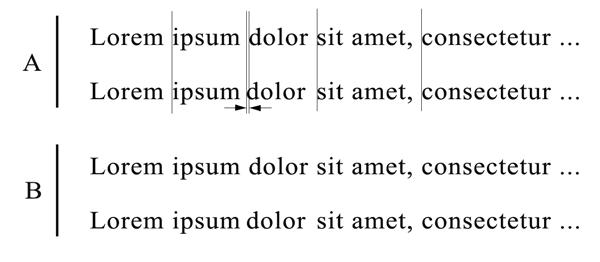
Exemplo marca sobre texto

- Modificação do bit de menor peso (LSB: less significant bit) de alguns pixeis da imagem, elegidos mediante uma sequência pseudoaleatória (S. Walton). Ao tratar do bit de menor peso de um pixel, este se vê submetido a uma mudança impercetível de cor.
- Modificação dos coeficientes da DCT (Discrete Cosinus Transformation ou transformada discreta de cosseno) (Tirkel et a o.).
- Enchimento do espectro sonoro (Cox et a o.)

Audio:
- Modificação do bit de menor peso de algumas mostras do arquivo de som, elegidos mediante uma sequência pseudo aleatório
- Enchimento do espectro sonoro
- Ocultação de eco (D. Gruhl et a o.)

Texto
- Modificação do espaçamento entre linhas
- Modificação do espaçamento entre palavras

## Ataques
Estas técnicas serão susceptíveis a diversos ataques, que diferem em tipos segundo seu objectivo:
- Ataques à robustez: Conseguem-se reduzindo ou eliminando completamente a presença da marca. Por exemplo, numa imagem, se a marca acha-se nos LSB de alguns pixeis, ao mudar ditos LSB em todos os pixeis da imagem, a marca fica totalmente eliminada;
- Ataques à apresentação: modificando o objeto digital de forma que não se possa detectar a marca. Como indica seu nome, dita marca será visível;
- Ataques à interpretação: criar uma situação, mediante uma modificação da marca, na qual a propriedade do objeto não possa ser reclamada por ninguém. Por exemplo, se a um objeto digital que já tinha uma marca se lhe acrescenta outra nova, será impossível interpretar qual se acrescentou dantes e, por tanto, quem é o titular dos direitos do objeto digital.

## Utilidade
Esta ainda é uma tecnologia jovem e imatura que oferece possibilidades potenciais e vantajosas a companhias de protecção de dados multimédia e de direitos intelectuais (protege em frente à cópia ilegal).
Existe uma relação de compromisso entre a quantidade de informação que pode ser alojado numa marca e a robustez de dita marca. Isto é, quanta mais informação tenha, menos robusta será a marca de água.
Actualmente, a marca de água digital não oferece garantias totais, já que, como se viu, ditas técnicas são vulneráveis a ataques malintencionados.